# Yucca rupicola
Yucca rupicola là một loài thực vật có hoa trong họ Măng tây. Loài này được Scheele miêu tả khoa học đầu tiên năm 1850.

## Hình ảnh

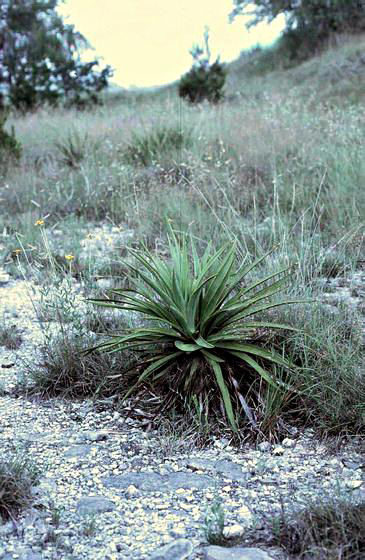
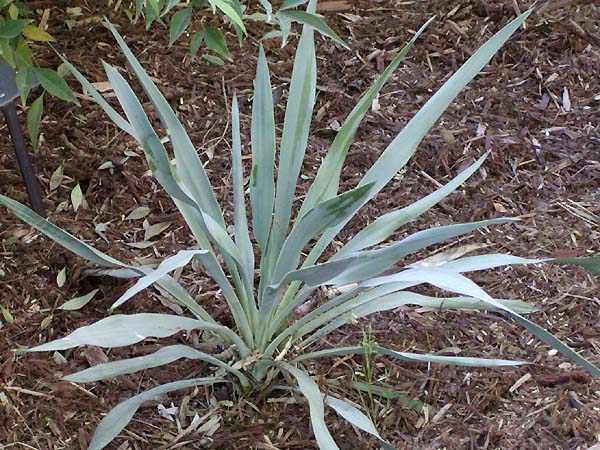
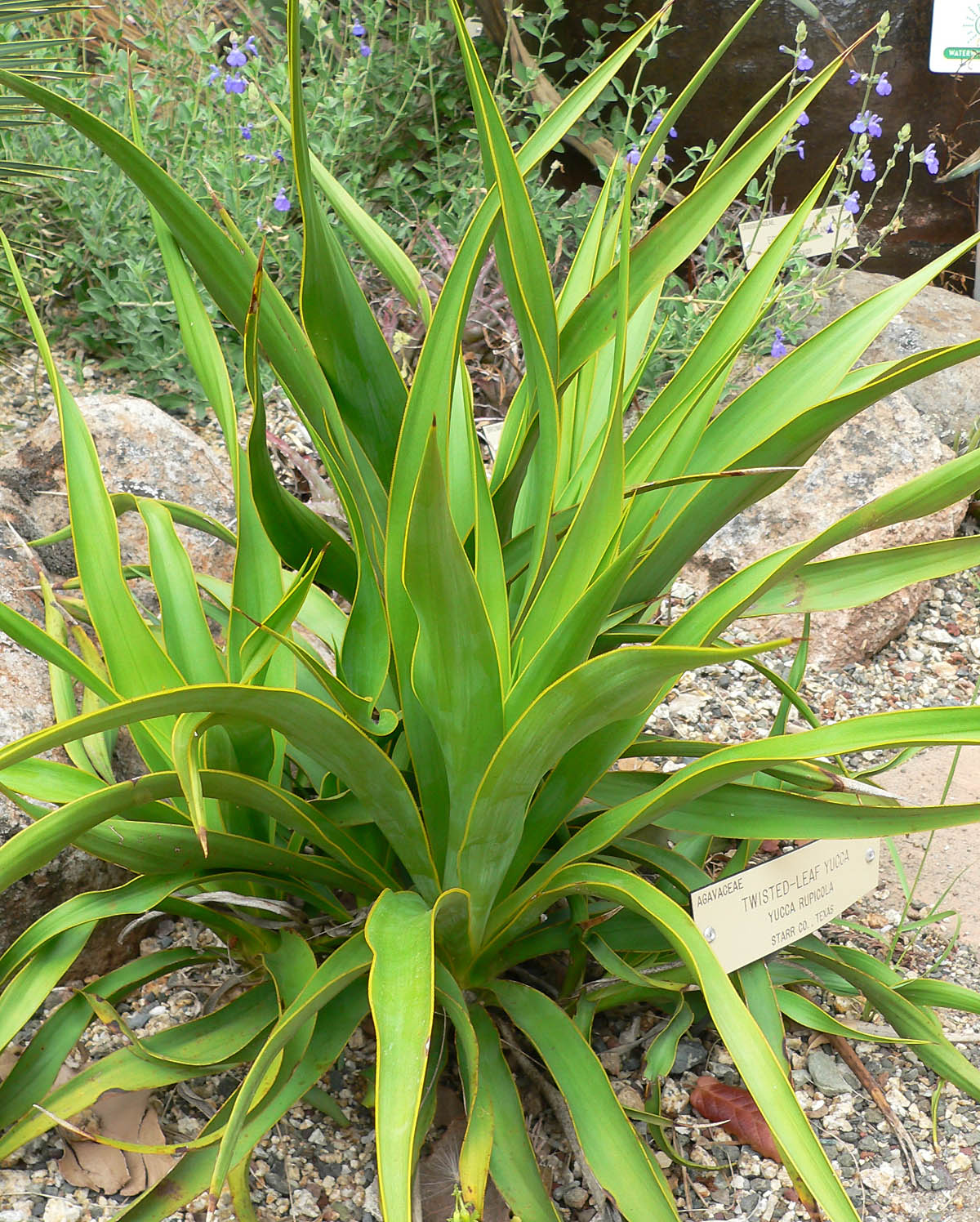
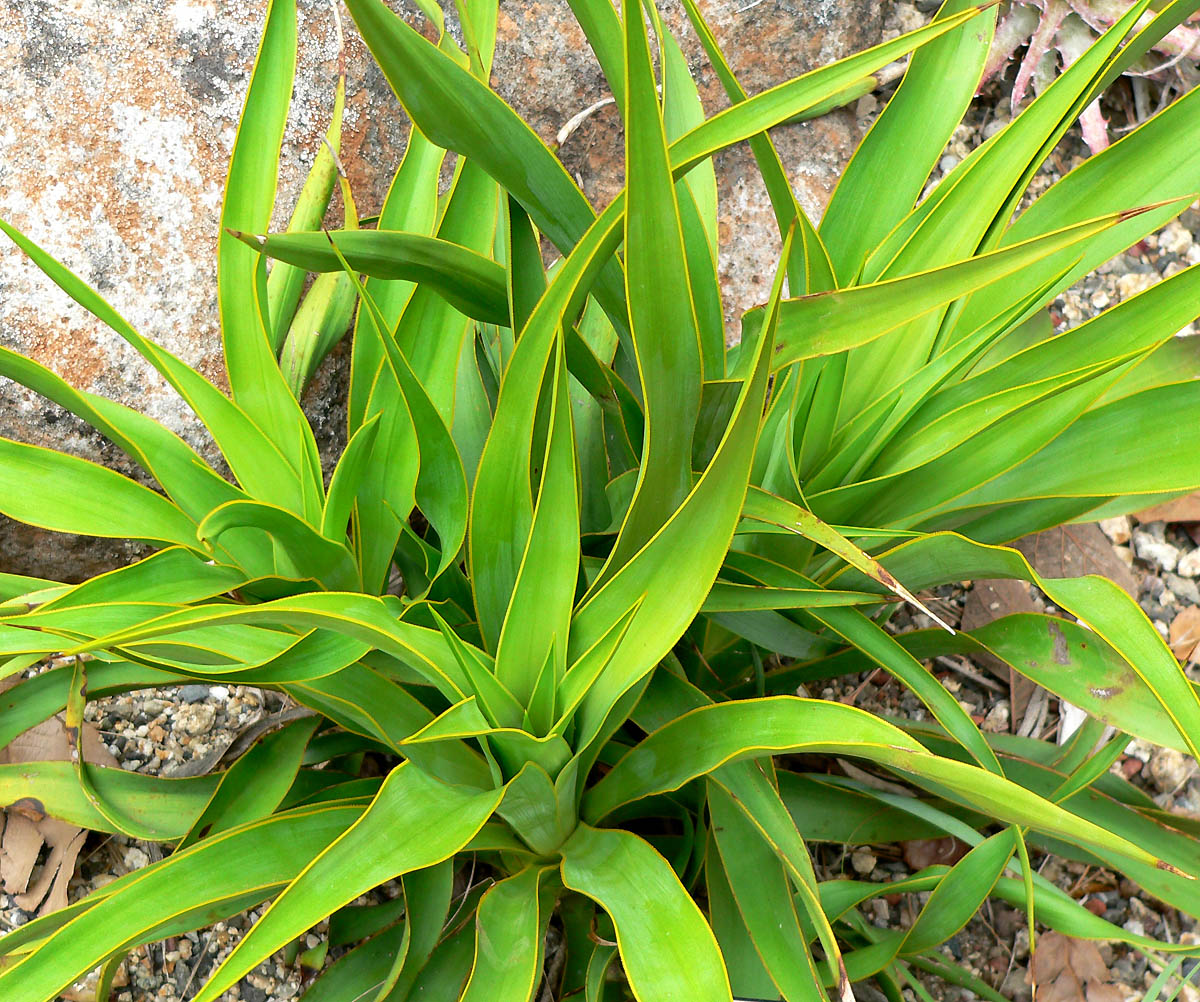